# Venezillo llamasi
Venezillo llamasi is een pissebed uit de familie Armadillidae. De wetenschappelijke naam van de soort is voor het eerst geldig gepubliceerd in 1954 door Rioja.